# Sainte-Croix (Vaud)
Sainte-Croix es un comuna suiza del cantón de Vaud, situada en el distrito de Jura-Nord vaudois. Tiene una población estimada, a fines de 2020, de 4933 habitantes.
Cuenta con un museo de cajas de música denominado "Musée Baud".
Hasta el 31 de diciembre de 2007 hizo parte del distrito de Grandson, círculo de Sainte-Croix.

## Geografía
Está situada a una altitud de 1086 metros sobre el nivel del mar, en los montes del Jura. Es un centro de deportes de invierno. Limita al norte con la comuna de La Côte-aux-Fées (NE), al este con Fiez y Bullet, al sureste con Vuiteboeuf, al sur con Baulmes, y al oeste con Les Fourgs (FRA-25) y Les Hôpitaux-Vieux (FRA-25).